# 頂點 (曲線)

圖中紅色的曲線為橢圓、藍色曲線為橢圓的渐屈线。橢圓的頂點以黑點標出

在描述曲線時，頂點是指該曲線上曲率相對於附近其他點的極值，更正式地，在幾何學中會將曲線中曲率的一階導數為零的點稱為曲線上的頂點:570:126，而這個點通常會是曲線中的區域極值，如局部最大值或局部最小值:127，部分的文獻會將曲線的頂點更具體地定義為曲線的局部曲率極點。:141然而也有可能存在一些特殊情況，例如二階導數為零或者曲率為常數等狀況。

## 圓錐曲線的頂點
除了圓形，其他的圓錐曲線皆可以定義出頂點。

### 雙曲線的頂點
雙曲線是指兩個固定的點（稱為焦點）的距離差是常數的點的軌跡。這個軌跡會形成2個不相交的部分，稱為雙曲線的分支。一般而言，雙曲線會有兩個頂點，這兩個頂點分別位於雙曲線的2個分支中，兩者彼此最接近的點:310。

### 拋物線的頂點
拋物線僅有一個頂點，位於其與對稱軸的交點上，其可以透過將曲線對應的二次式做微分找到：:127
{\displaystyle f(x)=ax^{2}+bx+c}
{\displaystyle {\frac {\mathrm {d} f(x)}{\mathrm {d} x}}=2ax+b}
{\displaystyle 2ax+b=0\leftrightarrow x=-{\frac {b}{2a}}}
同時，拋物線也對應到物體拋射與落下的軌跡，此時拋物線的頂點也代表物體飛行的最高點。

### 橢圓與圓的頂點
橢圓有4個頂點，分別位於其與2個對稱軸的交點上:570:127。而圓形每一個點的曲率值都相同，在初等教育中一般會說圓形沒有頂點，亦可以視為圓上的每一點都是頂點

## 其他曲線的頂點

### 懸鏈線的頂點
若一鏈條（或繩索，電纜，繩索，繩子等）懸掛並自然下垂，且施加的任何拉力與鏈條平行，則此鏈條所形成的曲線稱為懸鏈線。悬链线的最低點稱為懸鏈線的頂點。

## 尖點與密接圓

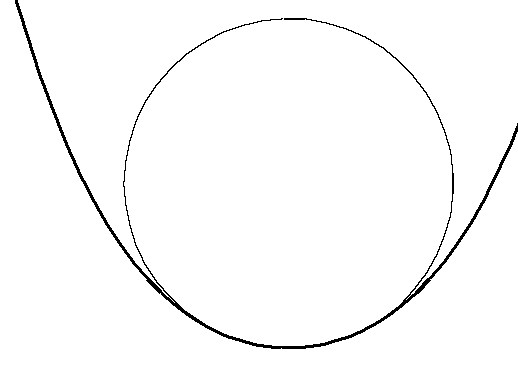
使密接圓與曲線三階接觸的頂點。

曲線中的頂點通常會使得位於曲線該點的密接圓與曲線形成4個觸點:126:142，而曲線中不是頂點的點一般而言位於曲線該點的密接圓只會與曲線形成3個觸點。當曲線有頂點時，曲線的渐屈线上通常會存在尖點:142。此外，進一步退化的非穩定奇點可能會發生於高階的頂點上。在該頂點上，密接圓與曲線形成的觸點會比四階更高。:126

## 其他特性

### 四頂點定理
根據四頂點定理，每個簡單的閉合平面光滑曲線必須至少具有四個頂點。更一般地，位於凸體空間或區域閉圓盤的簡單封閉空間曲線都應至少存在4個頂點。

## 其他用法
頂點可以代表曲線的極端值，類似地這個定義在文化中的一般常見用法（如：達到頂點）則可以代表某範圍或某領域的最高點。這種定義與一般幾何學的頂點不同，一般幾何學中，多面體的頂點是指多個幾何物件交於一點所形成的點，然而在描述「相對高點」時，頂點的定義就變成相對於底的點，如探討高線時。